# بالدرابانو
بالدرابانو (به اسپانیایی: Valderrábano) یک شهرستان در اسپانیا است که در استان پالنسیا واقع شده‌است.

## خصوصیات
بالدرابانو ۲۸ کیلومترمربع مساحت و ۶۵ نفر جمعیت دارد.